# OGLE-2005-BLG-390L b
OGLE-2005-BLG-390L b, surnommée Hoth, en référence à la planète de Star Wars, est une planète extrasolaire de type super-Terre de glaces en orbite autour de l'étoile OGLE-2005-BLG-390L, une probable naine rouge située à une distance d'environ 21 500 ± 3 300 années-lumière (6 600 ± 1 000 parsecs) du Soleil, dans la direction de la constellation zodiacale du Scorpion.
Détectée le 10 août 2005 par la méthode des microlentilles gravitationnelles, sa découverte est annoncée le 25 janvier 2006.

## Histoire
Sa signature fut détectée le 10 août 2005 par des observations du télescope danois de 1,54 m de l'Observatoire européen austral (ESO) sur le site de La Silla, au Chili et composante du réseau de télescopes utilisé par la campagne d'observation par microlentille gravitationnelle PLANET/RoboNet. Les données du télescope de Perth de 0,6 m en Australie furent également utilisées. Cette campagne d'observations vérifie régulièrement des événements prometteurs mis en évidence par l'expérience OGLE polonaise ou le MOA nippo-néo-zélandais.
La découverte fut annoncée d'une part dans un communiqué de presse le 25 janvier 2006 et d'autre part dans un article rédigé par les membres de toutes les équipes d'astronomes, dans l'édition du 26 janvier de Nature. À la date de sa découverte, il s'agissait de la plus petite exoplanète connue et la troisième à être détectée par l'effet de la microlentille gravitationnelle.

## Caractéristiques
OGLE-2005-BLG-390L b orbite en une dizaine d'années autour de OGLE-2005-BLG-390L, à la distance de 2,5 UA, ce qui, dans le Système solaire, la placerait entre Mars et Jupiter.
Cependant la température à sa surface est d'environ 53 K (-220 °C) du fait que son étoile est une naine rouge et qu'elle ne reçoit que le millième de la chaleur que le Soleil lui enverrait.
Sa masse est estimée à 5,5 fois celle de la Terre, ce qui la distingue des plus petites de nos planètes gazeuses, Uranus (15 M🜨) et Neptune (17 M🜨). On peut en conclure qu'elle est très probablement solide, composée de glace et de roches. Il se pourrait donc qu'elle soit une planète glacée, analogue gelé des planètes-océans.
Il s'agit de la première exoplanète qui à la fois ne soit pas une géante gazeuse et n'orbite pas très près de son étoile (la planète la plus petite précédemment connue, Gliese 876 d, orbite en seulement juste moins de deux jours).